# Castanopsis hystrix
Castanopsis hystrix là một loài thực vật có hoa trong họ Fagaceae. Loài này được Hook. f. & Thomson ex A. DC. mô tả khoa học đầu tiên năm 1863.